# Енхорское сельское поселение
Се́льское поселе́ние «Енхорское» (бур. Ëнхорын hомон) — муниципальное образование в Джидинском районе Бурятии Российской Федерации.
Административный центр — село Енхор.

## История
Статус и границы сельского поселения установлены Законом Республики Бурятия от 31 декабря 2004 года № 985-III «Об установлении границ, образовании и наделении статусом муниципальных образований в Республике Бурятия».
8 декабря 2011 года Законом Республики Бурятия сельские поселения «Енхорское»  и «Цаган-Усунское» объединены в сельское поселение «Енхорское» с административным центром в селе Енхор.

## Население
| 2002 | 2011 | 2012 | 2013 | 2014 | 2015 | 2016 |
| ---- | ---- | ---- | ---- | ---- | ---- | ---- |
| 769  | ↘563 | ↗805 | ↘797 | ↘758 | ↘727 | ↘712 |
| 2017 | 2018 | 2019 | 2020 | 2021 | 2023 | 2024 |
| ↘686 | ↘659 | ↘653 | ↘623 | ↘574 | ↘548 | ↘540 |

## Состав сельского поселения
| № | Населённый пункт | Тип населённого пункта       | Население |
| - | ---------------- | ---------------------------- | --------- |
| 1 | Енхор            | село, административный центр | ↘797      |
| 2 | Цаган-Усун       | село                         | ↘276      |